# Cardamine breweri
Cardamine breweri är en korsblommig växtart som beskrevs av Sereno Watson. Cardamine breweri ingår i släktet bräsmor, och familjen korsblommiga växter. Inga underarter finns listade i Catalogue of Life.